# Africactenus giganteus
Africactenus giganteus là một loài nhện trong họ Ctenidae.
Loài này thuộc chi Africactenus. Africactenus giganteus được Pierre L. G. Benoit miêu tả năm 1974.